# 1000 Days of Syria
1000 Days of Syria là một trò chơi viễn tưởng lịch sử dựa trên siêu văn bản, tập trung vào 1000 ngày đầu tiên của Nội chiến Syria. Được tạo ra vào năm 2014 bởi Mitch Swenson, đây được coi là một trong những ví dụ đầu tiên của một trò chơi thời sự.